# Graciliraptor
Graciliraptor war eine Gattung kleiner fleischfressender Dinosaurier aus der Gruppe der Dromaeosauridae. Bisher ist ein einziges fragmentarisches Skelett bekannt, das aus der Yixian-Formation (Jehol-Gruppe) der chinesischen Provinz Liaoning stammt und etwa 128 Millionen Jahre alt ist (Hauterivium, Unterkreide). Die einzige bekannte Art ist Graciliraptor lujiatunensis. Graciliraptor war ein früher und ursprünglicher Vertreter der Dromaeosauridae, der nahe mit Sinornithosaurus und Microraptor verwandt war und mit diesen eine als Microraptorinae bezeichnete Gruppe bildet. Von anderen Dromaeosauriden unterschied er sich vor allem durch den sehr schlanken Skelettbau.

## Merkmale
Graciliraptor war mit einer Länge von ca. 1,1 Meter und einem Gewicht von etwa 3,3 kg ein kleiner Dromaeosauridae. Bei dem einzigen bekannten Exemplar handelte es sich wahrscheinlich um ein erwachsenes Individuum, worauf die teilweise Verschmelzung von Sprungbein (Astragalus) und Fersenbein (Calcaneus) hinweist. Wie alle Dromaeosauriden besaß Graciliraptor proportional lange Arme, die charakteristische vergrößerte Sichelkralle am zweiten Zeh sowie rutenartige Verstrebungen der Schwanzwirbel. Bei diesen Verstrebungen handelt es sich um extrem verlängerte Wirbelfortsätze (Post- und Präzygapophysen sowie Chevron-Knochen). Der Fund eines intakten, horizontal S-förmig gebogenen Schwanzes von Velociraptor zeigt, dass der Schwanz bei größeren Dromaeosauriden trotz dieser Streben eine beträchtliche seitliche Beweglichkeit aufwies. Der Schwanz von kleineren Dromaeosauriden scheint jedoch starr gewesen zu sein, worauf die sehr geraden Schwänze in verschiedenen Microraptor-Fossilien hinweisen. Obwohl Federn bei Graciliraptor nicht fossil überliefert sind, spricht der Nachweis von Federn in einer Vielzahl anderer Dromaeosauriden inklusive Microraptor und Sinornithosaurus dafür, dass alle Vertreter der Gruppe einschließlich Graciliraptor gefiedert waren.
Die Armknochen sind fast vollständig überliefert. Die Elle (Ulna) macht 86 % der Länge des Oberarmknochens (Humerus) aus und ist damit länger als bei anderen Dromaeosauriden. Die Speiche (Radius) ist mit 53 % der Dicke der Elle sehr dünn, wie bei Microraptor,  Sinornithosaurus und modernen Vögeln, aber anders als bei den meisten anderen Theropoden, die lediglich geringe Unterschiede in der Dicke dieser beiden Knochen zeigen. Die Hand ist proportional länger als bei anderen Dromaeosauriden und macht 130 % der Länge des Oberarmknochens aus. Ein ursprüngliches Merkmal war beispielsweise die annähernd arctometatarsale Konfiguration der Mittelfußknochen mit dreieckigem Querschnitt der unteren (distalen) Partie und sich nach oben (proximad) verjüngenden oberen Partie des dritten (mittleren) Metatarsale. Jedoch ist das vierte (äußere) Metatarsale im Gegensatz zum „echten“ Arctometatarsus das schlankste der drei Metatarsalia.
Wie der Name andeutet, gehört Graciliraptor zu den grazilsten Theropoden überhaupt. Verschiedene, mit diesem sehr schlanken Skelettbau verbundene Merkmale werden zur Abgrenzung dieser Gattung von anderen Gattungen benutzt (Autapomorphien): So waren die mittleren Schwanzwirbel extrem lang und dünn; auch der Tibiotarsus (Unterschenkel) und die meisten Fußknochen, insbesondere das Zehenglied III-1, waren relativ zu ihrer maximalen Breite sehr schlank. Weitere Autapomorphien schließen den rechteckigen Querschnitt des proximalen (oberen) Schienbein-Schafts sowie den zweiten Mittelfußknochen (Metatarsal II) mit ein, der deutlich robuster war als alle anderen Mittelfußknochen.

## Fund und Namensgebung
Das einzige bekannte Skelett wurde nahe dem Dorf Lujiatun entdeckt, im Gebiet der Stadt Beipiao im westlichen Liaoning. Der Fundort gehört zum untersten Schichtglied der Yixian-Formation, einer Formation der Jehol-Gruppe. Der Fund (Holotyp, Exemplarnummer IVPP V 13474) wird im Institut für Wirbeltierpaläontologie und Paläoanthropologie in Peking aufbewahrt und besteht aus einem fragmentarischen Unterkiefer (Maxilla) mit einigen Zähnen, dem fast vollständigen rechten Arm und dem fragmentarischen linken Arm, dem Großteil des linken Unterbeins (Tibiotarsus) sowie des rechten Tibiotarsus und Oberschenkelknochen (Femur), dem teilweisen linken und rechten Fuß, sowie 10 Schwanzwirbeln.
Das Fossil wurde 2004 von Xing Xu und Xiaolin Wang erstmals wissenschaftlich beschrieben. Der Name Graciliraptor (lat. gracilis – „Schlank“, raptor – „Räuber“) bedeutet so viel wie „graziler Räuber“ und bezieht sich auf die sehr schlanken Beine und Schwanz dieses Theropoden. Der Artname lujiatunensis weist auf das Dorf Lujiatun, in dessen Umkreis das Fossil entdeckt wurde.

## Belege